# Nefertiti y Aquenatos
Nefertiti y Aquenatos es un cortometraje mexicano de 1973 producido por Miguel Alemán Velasco y Óscar Dancinger y dirigido por Raúl Araiza para Telesistema Mexicano.
Esta ambientada en la XVIII Dinastía egipcia, durante la vida de la reina Nefertiti, y los faraones Horemheb y Akenatón (conocido entonces como Aquenatos), fue una de las primeras producciones cinematográficas de Telesistema, en ese entonces Televisa (al fusionarse con Televisión Independiente de México el 8 de enero de ese mismo año).

## Reparto
- Geraldine Chaplin como Nefertiti
- Salah Zulfikar como Horemheb
- John Galvin como Akenatón
- Norma Jordan (papel desconocido)